# Wielkie kłamstewka (serial telewizyjny)
Wielkie kłamstewka (ang. Big Little Lies) – amerykański serial telewizyjny, komediodramat wyprodukowany przez Pacific Standard, Blossom Films oraz David E. Kelley Productions. Został stworzony przez David E. Kelley, na podstawie powieści o tym samym tytule, autorstwa Liane Moriarty. Serial był emitowany od 19 lutego 2017 roku przez HBO, natomiast w Polsce dzień później na HBO Polska.

## Fabuła
Akcja serialu dzieje się w spokojnym nadmorskim miasteczku Monterey. Skupia się głównie na trzech kobietach – przyjaciółkach Madeline, Celeste i Jane, matkach, których dzieci zaczynają właśnie naukę w szkole. Madeline i Celeste przyjaźnią się od dawna, Jane jest w mieście „nowa”. Na zajęciach integracyjnych przed rozpoczęciem pierwszej klasy syn Jane zostaje oskarżony o agresję w stosunku do córki jednej z najbardziej wpływowych kobiet w mieście – Renaty. Chłopiec wszystkiego się wypiera, matka mu wierzy, Madeline i Celeste stają murem po stronie nowej przyjaciółki. Ta sytuacja zmusza niemal wszystkie matki do opowiedzenia się po jednej ze stron, zaczyna się wojna pomiędzy frakcjami. Okazuje się, że każdy ma swoje demony, skrywane tajemnice, problemy, narastają konflikty, robi się coraz goręcej, na dodatek ktoś ginie...

## Obsada

### Główna
- Reese Witherspoon jako Madeline Martha Mackenzie[3]
- Nicole Kidman jako Celeste Wright[3]
- Shailene Woodley jako Jane Chapman[4]
- Alexander Skarsgård jako Perry Wright, mąż Celeste[5]
- Laura Dern jako Renata Klein[6]
- Adam Scott jako Ed Mackenzie, mąż Madeline[7]
- Zoë Kravitz jako Bonnie Carlson, żona Nathana[8]
- James Tupper jako Nathan Carlson, był mąż Madeline[5]
- Jeffrey Nordling jako Gordon Klein, mąż Renaty[5]
- Meryl Streep jako Mary Louise Wright, matka Perry’ego (sezon 2)[9]

### Drugoplanowa
- Iain Armitage jako Ziggy Chapman, syn Jane[10]
- Sarah Baker jako Thea Cunningham[5]
- Sarah Burns jako Gabrielle
- P.J. Byrne jako Principal Nippal[5]
- Darby Camp jako Chloe Mackenzie, młodsza córka Madeline[5]
- Hong Chau jako Jackie[5]
- Kelen Coleman jako Harper Stimson[5]
- Joe Cross jako Tom
- Merrin Dungey jako Adrienne Quinlan, detektyw[10]
- Ivy George jako Amabella Klein, córka Renaty[5]
- Virginia Kull jako pań Barnes[5]
- Kathryn Newton jako Abigail Carlson, starsza córka Madeline[5]
- Larry Sullivan jako Oren[5]
- David Monahan jako Bernard[10]
- Kathreen Khavari jako Samantha[5]
- Douglas Smith jako Corey Brockfield (sezon 2)
- Mo McRae jako Michael Perkins (sezon 2)
- Crystal Fox jako Elizabeth Howard, matka Bonnie (sezon 2)
- Martin Donovan jako Martin Howard, ojciec Bonnie (sezon 2)
- Poorna Jagannathan jako Katie Richmond (sezon 2)
- Denis O’Hare jako Ira Farber (sezon 2)

## Odcinki

### Seria 1
| Nr | # | Tytuł               | Reżyseria        | Scenariusz      | Premiera HBO    | Premiera HBO Polska |
| -- | - | ------------------- | ---------------- | --------------- | --------------- | ------------------- |
| 1  | 1 | Somebody’s Dead     | Jean-Marc Vallée | David E. Kelley | 19 lutego 2017  | 20 lutego 2017      |
| 2  | 2 | Serious Mothering   | Jean-Marc Vallée | David E. Kelley | 26 lutego 2017  | 27 lutego 2017      |
| 3  | 3 | Living the Dream    | Jean-Marc Vallée | David E. Kelley | 5 marca 2017    | 6 marca 2017        |
| 4  | 4 | Push Comes to Shove | Jean-Marc Vallée | David E. Kelley | 12 marca 2017   | 13 marca 2017       |
| 5  | 5 | Once Bitten         | Jean-Marc Vallée | David E. Kelley | 19 marca 2017   | 20 marca 2017       |
| 6  | 6 | Burning Love        | Jean-Marc Vallée | David E. Kelley | 26 marca 2017   | 27 marca 2017       |
| 7  | 7 | Fun and Merriment   | Jean-Marc Vallée | David E. Kelley | 2 kwietnia 2017 | 3 kwietnia 2017     |

### Seria 2
| Nr | # | Tytuł                | Reżyseria     | Scenariusz      | Premiera HBO    | Premiera HBO Polska |
| -- | - | -------------------- | ------------- | --------------- | --------------- | ------------------- |
| 8  | 1 | What Have They Done? | Andrea Arnold | David E. Kelley | 9 czerwca 2019  | 10 czerwca 2019     |
| 9  | 2 | Tell-Tale Hearts     | Andrea Arnold | David E. Kelley | 16 czerwca 2019 | 17 czerwca 2019     |
| 10 | 3 | The End of the World | Andrea Arnold | David E. Kelley | 23 czerwca 2019 | 24 czerwca 2019     |
| 11 | 4 | She Knows            | Andrea Arnold | David E. Kelley | 30 czerwca 2019 | 1 lipca 2019        |
| 12 | 5 | Kill Me              | Andrea Arnold | David E. Kelley | 7 lipca 2019    | 8 lipca 2019        |
| 13 | 6 | The Bad Mother       | Andrea Arnold | David E. Kelley | 14 lipca 2019   | 15 lipca 2019       |
| 14 | 7 | I Want to Know       | Andrea Arnold | David E. Kelley | 21 lipca 2019   | 22 lipca 2019       |

## Produkcja
26 listopada 2014 roku Reese Witherspoon i Nicole Kidman ogłosiły rozpoczęcie pracy nad serialem na podstawie powieści „Wielkie kłamstewka” autorstwa Liane Moriarty. Obie aktorki zagrają główne role, a scenariuszem zajmie się David E. Kelley, który został producentem wykonawczym.
9 maja 2015 roku stacja HBO zamówiła pierwszy sezon serialu.
W grudniu 2015 roku Shailene Woodley, Adam Scott, Laura Dern oraz Zoë Kravitz dołączyli do obsady dramatu.
Na początku stycznia 2016 roku ogłoszono większą część obsady dramatu, do którego dołączyli: Alexander Skarsgård, James Tupper, Jeffrey Nordling, Sarah Baker, P.J. Byrne, Darby Camp, Hong Chau, Kelen Coleman, Ivy George, Virginia Kull, Kathryn Newton, Larry Sullivan, Kathreen Khavari, Merrin Dungey, David Monahan oraz Iain Armitage.
8 grudnia 2017 roku stacja HBO zamówiła drugi sezon.